# Isla Pan de Azúcar (Argentina)
La isla Pan de Azúcar es una isla marítima rocosa de la Argentina que se halla a 2,5 kilómetros de la costa en el departamento Florentino Ameghino de la provincia del Chubut. 
Se ubica en la boca norte del golfo San Jorge en el mar argentino, al sur de la bahía Arredondo. La isla está deshabitada y tiene unas dimensiones aproximadas de 640 metros de largo por 440 metros de ancho, el lado mayor tiene una orientación aproximada noreste-sudoeste. 
Se trata de un islote rocoso que presenta restingas en sus costas. En este islote existían guaneras que fueron explotadas comercialmente hasta principios de la década de 1990.
En 2008 se creó el Parque Interjurisdiccional Marino Costero Patagonia Austral, el cual incluye a la isla Pan de Azúcar.